# アメリカ映画主題歌ベスト100
アメリカ映画主題歌ベスト100は、AFIが「AFIアメリカ映画100年シリーズ」の一環として、アメリカ映画で使われた曲から選んだベスト100曲のリストである。
2004年6月22日、CBSテレビフィーチャリングスペシャルとして、ジョン・トラボルタをホスト役にアメリカ映画協会が発表した。ジョンは自らもランクインした2作品に出演している。
『雨に唄えば』、『サウンド・オブ・ミュージック』、『ウエスト・サイド物語』が、それぞれ3曲ずつと最も多くランクイン曲をうみだし、『オズの魔法使』、『ファニー・ガール』、『若草の頃』は2曲である。『スタア誕生』は1954年版と1976年版からそれぞれランクインした。
最も多くランクインした人物はジュディ・ガーランド、ジーン・ケリー、マーニ・ニクソンでそれぞれ5曲、次いでバーブラ・ストライサンドとジュリー・アンドリュースが4曲ずつである。

## ベスト100
| #   | 曲                                                     | 映画                             | 年   | 俳優、歌手                                                                |
| --- | ------------------------------------------------------ | -------------------------------- | ---- | ------------------------------------------------------------------------- |
| 1   | "虹の彼方に"                                           | オズの魔法使                     | 1939 | ジュディ・ガーランド                                                      |
| 2   | "アズ・タイム・ゴーズ・バイ"                           | カサブランカ                     | 1942 | ドーリー・ウィルソン                                                      |
| 3   | "雨に唄えば"                                           | 雨に唄えば                       | 1952 | ジーン・ケリー                                                            |
| 4   | "ムーン・リバー"                                       | ティファニーで朝食を             | 1961 | オードリー・ヘプバーン, アンディ・ウィリアムス                            |
| 5   | "ホワイト・クリスマス"                                 | スイング・ホテル                 | 1942 | ビング・クロスビー                                                        |
| 6   | "ミセス・ロビンソン"                                   | 卒業                             | 1967 | サイモン&ガーファンクル                                                   |
| 7   | "星に願いを"                                           | ピノキオ                         | 1940 | クリフ・エドワーズ                                                        |
| 8   | "追憶"                                                 | 追憶                             | 1973 | バーブラ・ストライサンド                                                  |
| 9   | "ステイン・アライヴ"                                   | サタデー・ナイト・フィーバー     | 1977 | ビージーズ                                                                |
| 10  | "The Sound of Music"                                   | サウンド・オブ・ミュージック     | 1965 | ジュリー・アンドリュース                                                  |
| 11  | "The Man That Got Away"                                | スタア誕生                       | 1954 | ジュディ・ガーランド                                                      |
| 12  | "Diamonds Are a Girl's Best Friend"                    | 紳士は金髪がお好き               | 1953 | マリリン・モンロー , マーニ・ニクソン                                     |
| 13  | "People"                                               | ファニー・ガール                 | 1968 | バーブラ・ストライサンド                                                  |
| 14  | "マイ・ハート・ウィル・ゴー・オン"                     | タイタニック                     | 1997 | セリーヌ・ディオン                                                        |
| 15  | "Cheek to Cheek"                                       | トップ・ハット                   | 1935 | フレッド・アステア                                                        |
| 16  | "スター誕生の愛のテーマ"                               | スター誕生                       | 1976 | バーブラ・ストライサンド                                                  |
| 17  | "一晩中踊れたら"                                       | マイ・フェア・レディ             | 1964 | マーニ・ニクソン                                                          |
| 18  | "キャバレー"                                           | キャバレー                       | 1972 | ライザ・ミネリ                                                            |
| 19  | "いつか王子様が"                                       | 白雪姫                           | 1937 | アドリアナ・カセロッティ                                                  |
| 20  | "Somewhere"                                            | ウエスト・サイド物語             | 1961 | Jimmy Bryant , マーニ・ニクソン                                           |
| 21  | "監獄ロック"                                           | 監獄ロック                       | 1957 | エルヴィス・プレスリー                                                    |
| 22  | "うわさの男"                                           | 真夜中のカーボーイ               | 1969 | ハリー・ニルソン                                                          |
| 23  | "雨にぬれても"                                         | 明日に向って撃て!                | 1969 | B・J・トーマス                                                            |
| 24  | "Ol' Man River"                                        | ショウボート                     | 1936 | ポール・ロブスン                                                          |
| 25  | "High Noon (Do Not Forsake Me, Oh My Darlin')"         | 真昼の決闘                       | 1952 | テックス・リッター                                                        |
| 26  | "The Trolley Song"                                     | 若草の頃                         | 1944 | ジュディ・ガーランド                                                      |
| 27  | "アンチェインド・メロディ"                             | ゴースト/ニューヨークの幻        | 1990 | ライチャス・ブラザーズ                                                    |
| 28  | "魅惑の宵"                                             | 南太平洋                         | 1958 | Giorgio Tozzi                                                             |
| 29  | "ワイルドでいこう!"                                    | イージー・ライダー               | 1969 | ステッペンウルフ                                                          |
| 30  | "Stormy Weather"                                       | ストーミー・ウェザー             | 1943 | レナ・ホーン                                                              |
| 31  | "ニューヨーク・ニューヨーク"                           | ニューヨーク・ニューヨーク       | 1977 | ライザ・ミネリ                                                            |
| 32  | "アイ・ガット・リズム"                                 | 巴里のアメリカ人                 | 1951 | ジーン・ケリー                                                            |
| 33  | "輝く星座"                                             | ヘアー                           | 1979 | Ren Woods                                                                 |
| 34  | "Let's Call the Whole Thing Off"                       | 踊らん哉                         | 1937 | フレッド・アステア 、 ジンジャー・ロジャース                              |
| 35  | "America"                                              | ウエスト・サイド物語             | 1961 | リタ・モレノ                                                              |
| 36  | "スーパーカリフラジリスティックエクスピアリドーシャス" | メリー・ポピンズ                 | 1964 | ジュリー・アンドリュース , ディック・ヴァン・ダイク                       |
| 37  | "Swinging on a Star"                                   | 我が道を往く                     | 1944 | ビング・クロスビー                                                        |
| 38  | "黒いジャガーのテーマ"                                 | 黒いジャガー                     | 1971 | アイザック・ヘイズ                                                        |
| 39  | "酒とバラの日々"                                       | 酒とバラの日々                   | 1962 | ヘンリー・マンシーニ                                                      |
| 40  | "Fight the Power"                                      | ドゥ・ザ・ライト・シング         | 1989 | パブリック・エナミー                                                      |
| 41  | "New York, New York"                                   | 踊る大紐育                       | 1949 | ジーン・ケリー, フランク・シナトラ, ジュールス・マンシン                  |
| 42  | "Luck Be a Lady"                                       | 野郎どもと女たち                 | 1955 | マーロン・ブランド                                                        |
| 43  | "The Way You Look Tonight"                             | 有頂天時代                       | 1936 | フレッド・アステア                                                        |
| 44  | "愛は翼にのって"                                       | フォーエバー・フレンズ           | 1988 | ベット・ミドラー                                                          |
| 45  | "ザッツ・エンターテインメント"                         | バンド・ワゴン                   | 1953 | フレッド・アステア, Jack Buchanan, Nanette Fabray, Oscar Levant           |
| 46  | "パレードに雨を降らせないで"                           | ファニー・ガール                 | 1968 | バーブラ・ストライサンド                                                  |
| 47  | "ジッパ・ディー・ドゥー・ダー"                         | 南部の唄                         | 1947 | James Baskett                                                             |
| 48  | "ケセラセラ"                                           | 知りすぎていた男                 | 1956 | ドリス・デイ                                                              |
| 49  | "Make 'Em Laugh"                                       | 雨に唄えば                       | 1952 | ドナルド・オコーナー                                                      |
| 50  | "ロック・アラウンド・ザ・クロック"                     | 暴力教室                         | 1955 | Bill Haley and His Comets                                                 |
| 51  | "Fame"                                                 | フェーム                         | 1980 | アイリーン・キャラ                                                        |
| 52  | "サマータイム"                                         | ポーギーとベス                   | 1959 | Loulie Jean Norman                                                        |
| 53  | "Goldfinger"                                           | 007 ゴールドフィンガー           | 1964 | シャーリー・バッシー                                                      |
| 54  | "シャル・ウィ・ダンス?"                                | 王様と私                         | 1956 | マーニ・ニクソン , ユル・ブリンナー                                       |
| 55  | "フラッシュダンス…ホワット・ア・フィーリング"          | フラッシュダンス                 | 1983 | アイリーン・キャラ                                                        |
| 56  | "Thank Heaven for Little Girls"                        | 恋の手ほどき                     | 1958 | モーリス・シュヴァリエ                                                    |
| 57  | "The Windmills of Your Mind"                           | 華麗なる賭け                     | 1968 | Noel Harrison                                                             |
| 58  | "ロッキーのテーマ"                                     | ロッキー                         | 1976 | ビル・コンティ                                                            |
| 59  | "Tonight"                                              | ウエスト・サイド物語             | 1961 | マーニ・ニクソン                                                          |
| 60  | "もしあなただったら"                                   | 恋人たちの予感                   | 1989 | ハリー・コニック・ジュニア                                                |
| 61  | "Get Happy"                                            | サマー・ストック                 | 1950 | ジュディ・ガーランド                                                      |
| 62  | "ビューティー・アンド・ザ・ビースト〜美女と野獣"       | 美女と野獣                       | 1991 | アンジェラ・ランズベリー                                                  |
| 63  | "Thanks for the Memory"                                | 百万弗大放送                     | 1938 | ボブ・ホープ , シャーリー・ロス                                           |
| 64  | "私のお気に入り"                                       | サウンド・オブ・ミュージック     | 1965 | ジュリー・アンドリュース                                                  |
| 65  | "オールウェイズ・ラヴ・ユー"                           | ボディガード                     | 1992 | ホイットニー・ヒューストン                                                |
| 66  | "もしも、あの世にゆけたら"                             | M★A★S★H マッシュ                 | 1970 | Johnny Mandel , Mike Altman                                               |
| 67  | "私を愛したスパイ"                                     | 007 私を愛したスパイ             | 1977 | カーリー・サイモン                                                        |
| 68  | "ストリーツ・オブ・フィラデルフィア"                   | フィラデルフィア                 | 1993 | ブルース・スプリングスティーン                                            |
| 69  | "On the Good Ship Lollipop"                            | 輝く瞳                           | 1934 | シャーリー・テンプル                                                      |
| 70  | "Summer Nights"                                        | グリース                         | 1978 | ジョン・トラボルタ , オリビア・ニュートン＝ジョン                         |
| 71  | "The Yankee Doodle Boy"                                | ヤンキー・ドゥードゥル・ダンディ | 1942 | ジェームズ・キャグニー                                                    |
| 72  | "Good Morning"                                         | 雨に唄えば                       | 1952 | ジーン・ケリー, ドナルド・オコーナー, デビー・レイノルズ                  |
| 73  | "Isn't It Romantic?"                                   | 今晩愛して頂戴ナ                 | 1932 | モーリス・シュヴァリエ, Bert Roach, Rolfe Sedan, ジャネット・マクドナルド |
| 74  | "レインボー・コネクション"                             | マペットの夢みるハリウッド       | 1979 | カーミット                                                                |
| 75  | "Up Where We Belong"                                   | 愛と青春の旅だち                 | 1982 | ジョー・コッカー , ジェニファー・ウォーンズ                               |
| 76  | "Have Yourself a Merry Little Christmas"               | 若草の頃                         | 1944 | ジュディ・ガーランド                                                      |
| 77  | "シャドウ・オブ・ユア・スマイル"                       | いそしぎ                         | 1965 |                                                                           |
| 78  | "9 to 5"                                               | 9時から5時まで                   | 1980 | ドリー・パートン                                                          |
| 79  | "ニューヨーク・シティ・セレナーデ"                     | ミスター・アーサー               | 1981 | クリストファー・クロス                                                    |
| 80  | "Springtime for Hitler"                                | プロデューサーズ                 | 1968 |                                                                           |
| 81  | "I'm Easy"                                             | ナッシュビル                     | 1975 | キース・キャラダイン                                                      |
| 82  | "Ding-Dong! The Witch Is Dead"                         | オズの魔法使                     | 1939 | The Munchkins                                                             |
| 83  | "ローズ"                                               | ローズ                           | 1979 | ベット・ミドラー                                                          |
| 84  | "Put the Blame on Mame"                                | ギルダ                           | 1946 | Anita Ellis                                                               |
| 85  | "Come What May"                                        | ムーラン・ルージュ               | 2001 | ニコール・キッドマン , ユアン・マクレガー                                 |
| 86  | "(I've Had) The Time of My Life"                       | ダーティ・ダンシング             | 1987 | ビル・メドレー , ジェニファー・ウォーンズ                                 |
| 87  | "Buttons and Bows"                                     | 腰抜け二挺拳銃                   | 1948 | ボブ・ホープ                                                              |
| 88  | "ドレミのうた"                                         | サウンド・オブ・ミュージック     | 1965 | ジュリー・アンドリュース                                                  |
| 89  | "Puttin' on the Ritz"                                  | ヤング・フランケンシュタイン     | 1974 | ジーン・ワイルダー , ピーター・ボイル                                     |
| 90  | "Seems Like Old Times"                                 | アニー・ホール                   | 1977 | ダイアン・キートン                                                        |
| 91  | "Let the River Run"                                    | ワーキング・ガール               | 1988 | カーリー・サイモン                                                        |
| 92  | "Long Ago"                                             | カバーガール                     | 1944 | ジーン・ケリー                                                            |
| 93  | "ルーズ・ユアセルフ"                                   | 8 Mile                           | 2002 | エミネム                                                                  |
| 94  | "エイント・トゥー・プラウド・トゥ・ベッグ"             | 再会の時                         | 1983 | テンプテーションズ                                                        |
| 95  | "(We're Off on the) Road to Morocco"                   | モロッコへの道                   | 1942 | ビング・クロスビー , ボブ・ホープ                                         |
| 96  | "フットルース"                                         | フットルース                     | 1984 | ケニー・ロギンス                                                          |
| 97  | "42nd Street"                                          | 四十二番街                       | 1933 | Ruby Keeler, ディック・パウエル                                           |
| 98  | "All That Jazz"                                        | シカゴ                           | 2002 | キャサリン・ゼタ＝ジョーンズ , レネー・ゼルウィガー                       |
| 99  | "Hakuna Matata"                                        | ライオン・キング                 | 1994 | ネイサン・レイン, Ernie Sabella , ジョセフ・ウィリアムズ                  |
| 100 | "Old Time Rock and Roll"                               | 卒業白書                         | 1983 | Bob Seger                                                                 |

注
1. この表はAFIにより作成されたものである。原題はAmerica's Greatest Music in the Movies by AMERICAN FILM INSTITUTE。
2. 表中の英語表記は日本語版に存在しない記事で、英語表記かつリンクが無い記事は英語版にも記事が存在しないものである。

## ランクインした作品

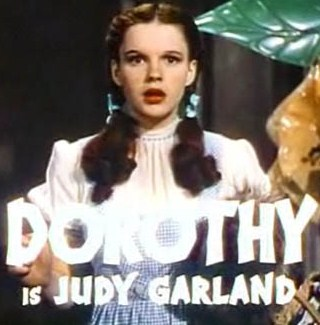
オズの魔法使 ジュディ・ガーランド
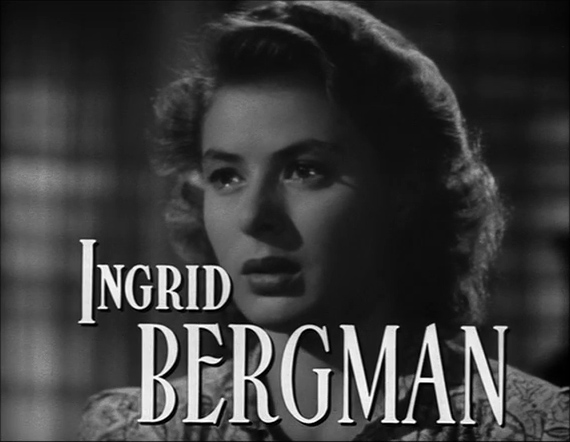
カサブランカ イングリッド・バーグマン
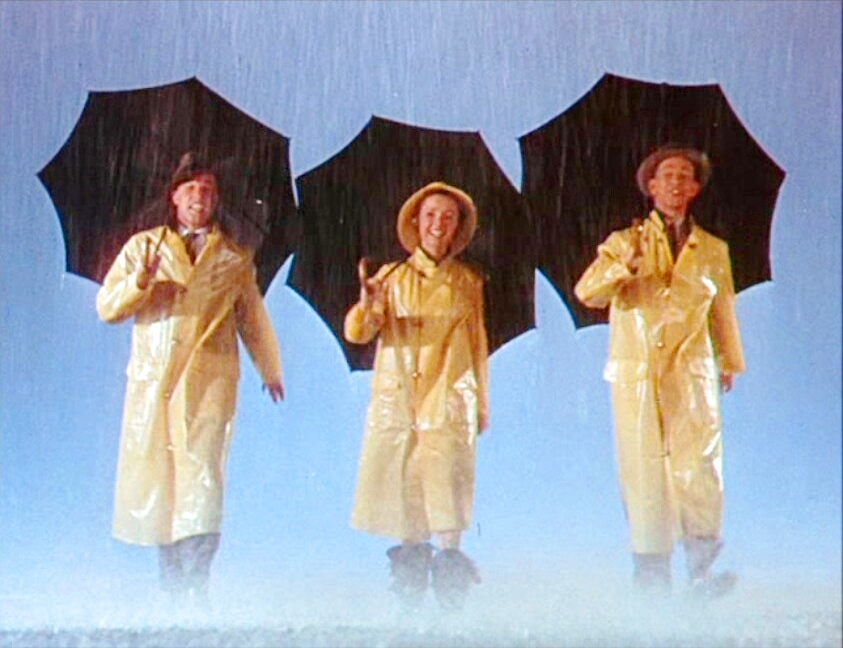
雨に唄えば ジーン・ケリー
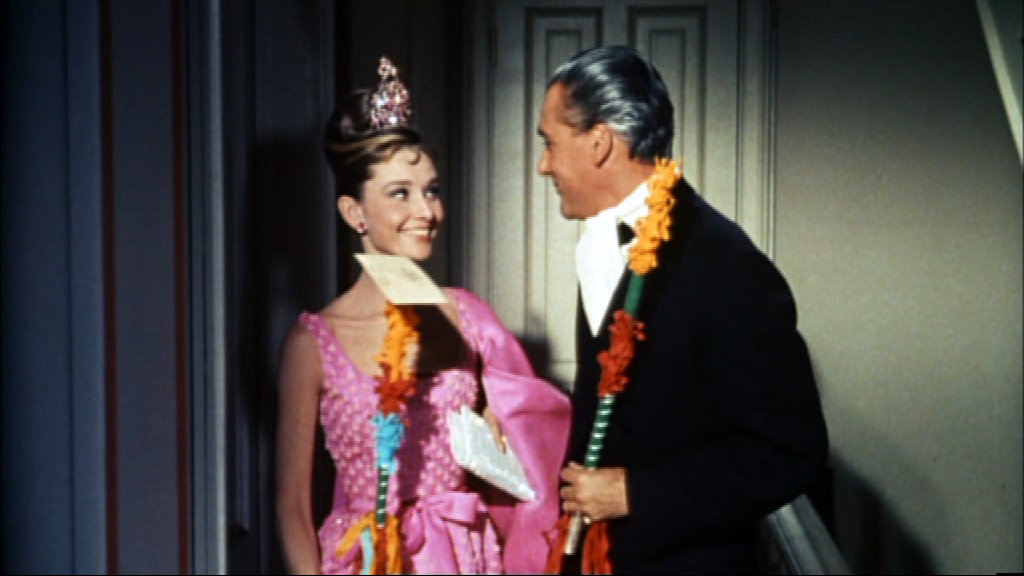
ティファニーで朝食を オードリー・ヘプバーン
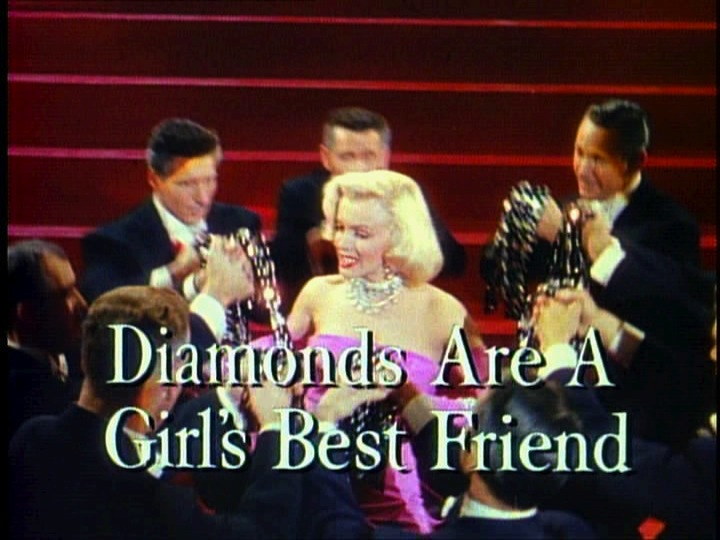
紳士は金髪がお好き マリリン・モンロー
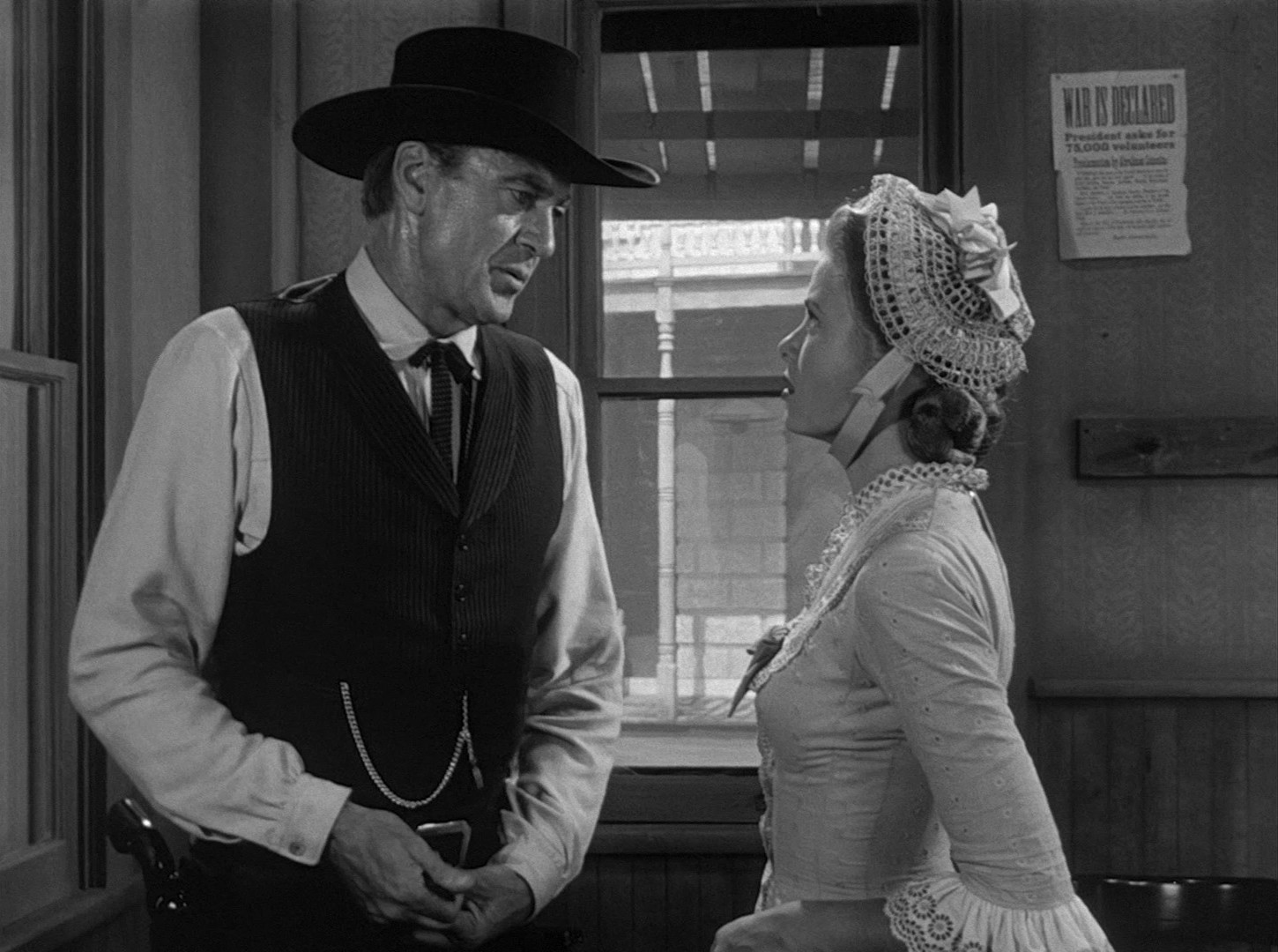
真昼の決闘 ゲイリー・クーパー グレース・ケリー
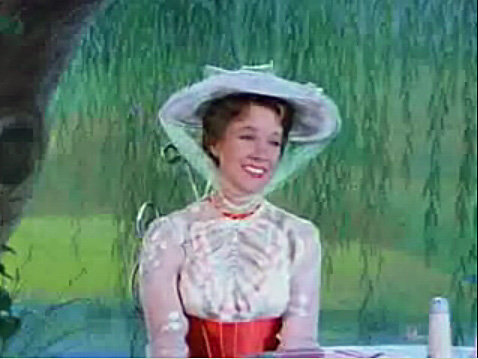
メリー・ポピンズ ジュリー・アンドリュース
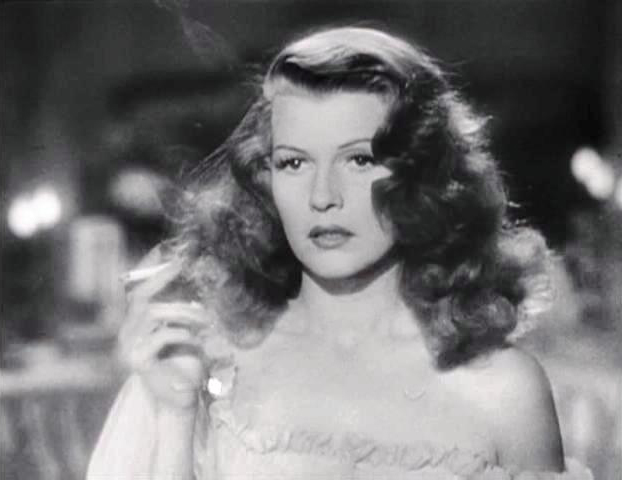
ギルダ リタ・ヘイワース